# 托本·贝克·延森
托本·贝克·延森（丹麥語：Torben Bech Jensen，1973年1月26日—），丹麦男子赛艇运动员。他曾代表丹麦参加芬兰坦佩雷举行的1995年世界赛艇锦标赛，获得男子轻量级八人单桨有舵手金牌。